# Лаборовая
Лаборовая — деревня в Приуральском районе Ямало-Ненецкого автономного округа России. Численность населения — 549 чел. 2021.

## География
Деревня расположена в Байдарацкой тундре на восточных склонах Полярного Урала. Положение выгодно в условиях заболоченной местности: на возвышении у озера Харалянгседато, связанного узкими протоками с реками Большой и Малой Щучьей.
Расстояние до районного центра: Аксарка 121 км.
Расстояние до города Лабытнанги: 150 км.
Расстояние до областного центра: Салехард 128 км.
Ближайший населенный пункт — Щучье 64 км.

## Название
Лаборовая (Лаборавы[уточнить]) в переводе с ненецкого— «обрывистый берег», поскольку селение стоит на возвышении, с трёх сторон окруженном озёрами и протоками.

## История
С 2005 до 2021 гг. входила в Белоярское сельское поселение, упразднённое в 2021 году в связи с преобразованием муниципального района в муниципальный округ.

## Население
| 1989 | 2002 | 2010 | 2021 |
| ---- | ---- | ---- | ---- |
| 445  | ↘176 | ↗669 | ↘549 |

2005 г. — 699 жителей (ненцы — 694, ханты — 2);
2020 г. — 690 жителей.

## Инфраструктура
Православная церковь,
Малокомплектная школа-интернат, которая стала базой эксперимента по этнопедагогике.
Недалеко от Лаборовая в фактории Паюта есть убойный комплекс специализирующийся на оленеводстве, охотопромысле, забою оленей, переработке продукции.

## Транспорт
Железная дорога Лабытнанги — Бованенково и параллельная ей технологическая автодорога проходят в 10 км от деревни.
4 декабря 1991 года возле Лаборовой произошла авария Ми-8 из-за ошибки экипажа при посадке в тёмное время суток. Вертолёт столкнулся с землей и загорелся. Пассажиры погибли.

## Известные жители
Ненецкая писательница, член союза писателей СССР, и общественный деятель, ныне живующая  в поселении Анна Неркаги.